# Abadia Maria Toevlucht
L'abadia Maria Toevlucht (María del Refugi), és una abadia trapenca que es troba entre Zundert i Schijf passant la reserva natural de Moeren.

## Història
L'abadia té el seu origen en la secularització francesa que va tenir lloc a la fi del segle xix. Aquesta política va amenaçar amb l'expulsió la particular vida contemplativa dels monestirs. Això també va afectar els monjos de l'Abadia op de Katsberg de Godewaarsvelde i com a resultat aquests van formar l'any 1881 l'Abadia de Koningshoeven a Tilburg.
Donada la situació a França, que no volia fundar més monestirs, l'any 1897 l'abadia de Koningshoeven va rebre d'Anna Catharina van Dongen un tros de terra prop de Zundert. Això es troba a la zona pantanosa coneguda com a De Moeren a mig camí entre Zundert i Rucphen.
Alguns dels monjos de Koningshoeven van començar aquí l'any 1899 la construcció d'un nou monestir. La capella provisional va ser dedicada el 24 de maig de 1900. Comptava amb dotze monjos. El nom de María del Refugi va ser triat a causa que el priorat és en realitat un refugi, que en el cas dels monjos francesos suposava la seva expulsió. Encara que de fet, això mai va ocórrer.
El 22 de juny de 1909 els monjos van haver d'abandonar l'edifici a causa que van sorgir grans dificultats en l'abadia principal de Tilburg. Van trobar refugi a l'Abadia de Westmalle. El nou monestir va ser a punt de desaparèixer, però Maria Ullens de Schooten va salvar l'abadia de la seva destrucció i va contribuir a la posterior construcció de l'església del monestir i un ala del complex final. La congregació va créixer de manera constant i va atreure a molts joves.
El 14 de setembre de 1934, el priorat es va convertir en una abadia, i Dom Nivardus Muis va ser el primer abat. Va ser succeït per Don Alfonsus van Kalken, i l'any 1958 per Don Emmanuel Schuurmans. Amb l'arribada d'aquests últims abats es van iniciar una sèrie d'innovacions sota la gestió a llarg termini de Dom Jeroen Witkam (1967-2001). Així van ser els monjos l'any 1975 per a la introducció de l'anglès com a llengua litúrgica, i es van triar els salms d'Ida Gerhardt i Marie van der Zeyde.
A partir dels anys 70 del segle xx, sota la influència del mateix abat, Dom Jeroen Witkam, va començar la pràctica de la meditació zen. Després d'un període de poques vocacions en els anys 80 del segle xx, a partir dels anys 90 es van inscriure un nombre de joves monjos perquè l'abadia pogués seguir existint. L'any 1998, es va produir la transició d'una granja de productes làctics extensiva a una agricultura orgànica. Sota l'abat Dom Wiro Fagel (2001-2007) es va dur a terme una important renovació dels edificis, entre els quals el més cridaner és la nova casa d'hostes i l'entrada principal. Des de 2007, la direcció de l'abadia està en mans de l'abat Dom Daniel Hombergen.

## Actualitat
L'abadia està situada en un tranquil entorn rural, envoltat de boscos i naturalesa. La comunitat té en aquest moment 20 monjos. La seva vida es caracteritza pel silenci, la reflexió i l'oració. Molts hostes visiten anualment l'abadia. Para ells és una casa d'hostes que compleix amb els requisits de l'edat moderna.

## Cerveseria

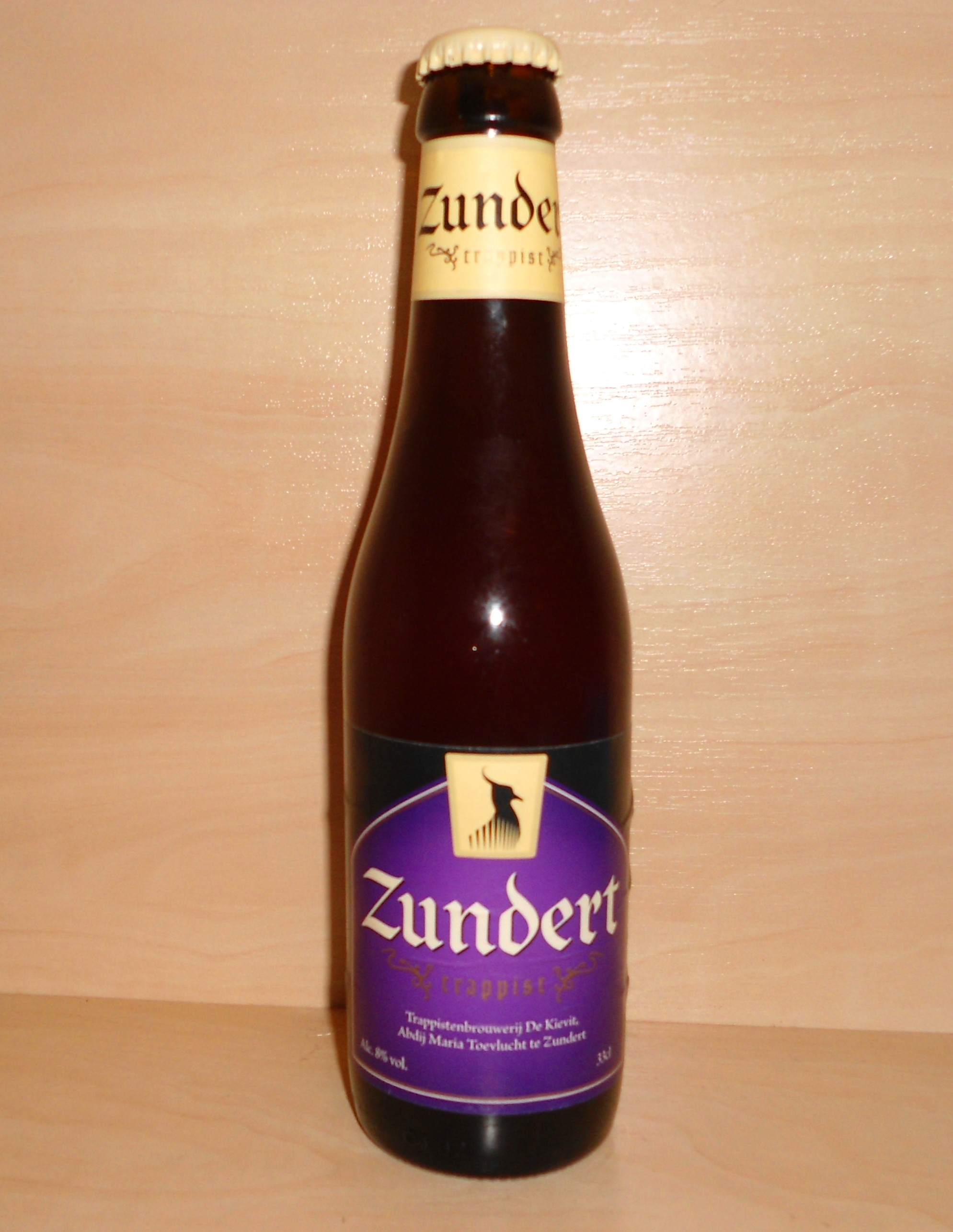
Ampolla de Zundert

L'any 2009, ja no era possible seguir realitzant activitats d'agricultura, així que es va decidir obrir una fàbrica de cervesa. La construcció va començar a l'octubre de 2012 i es va completar el juny del 2013. La fàbrica de cervesa es diu "De Kieviet", traduït com fredeluga, que es va convertir en l'emblema de la nova fàbrica de cervesa.
A principis de desembre del 2013 va sortir al mercat la cervesa trapista Zundert. És, després de la Trappe de l'Abadia de Koningshoeven, la segona cervesa trapista holandesa.
La cervesa és fosca d'estil tripel d'abadia, té 8% de vol. d'alcohol i es ven en format de 33 cl.